# Juan Cererols
Joan Cererols Fornells (Martorell, 9 de septiembre de 1618 - Monasterio de Montserrat, 29 de agosto de 1680) fue un fraile español (cuyo nombre civil era Pere), organista, arpista, violinista y compositor de música barroca con reminiscencias renacentistas.

## Vida
Comenzó sus estudios musicales en la Escolanía de Montserrat, con la tutela del padre Joan Marc. Ingresó en 1636 como novicio en el Monasterio de Montserrat donde se formaría en humanidades y teología moral, y profesaría más tarde como monje.
Tras pasar un tiempo en el monasterio benedictino de Montserrat en Madrid, donde tomará contacto con nuevas corrientes musicales, vuelve a la Abadía de Montserrat en 1648 y es nombrado maestro de capilla, cargo que desempeñará a lo largo de treinta años. También ejercerá de sacristán mayor y, a la muerte de Joan Marc en 1658 le sucederá como director de la escolanía, cargo que ocupará hasta su muerte en 1680.
Su música se caracteriza por el uso del policoralismo propio del Barroco temprano, con un marcado estilo contrapuntístico que resulta rítmicamente complejo. También sobresale en las relaciones entre homofonía y polifonía.
Sus obras fueron editadas desde 1930 hasta 1932 en Mestres de L'Escolanía de Montserrat, pero la mayor parte se perdió en el incendio de 1811, después de la invasión francesa.

## Obras
- Asperges me
- Missa, a 8
- Missa primero tono
- Missa 4or vocum. 2s tonus
- Missa 3º tono
- Missa a 5 . 4º tono
- Missa a 5 . 5º tono
- Missa de Batalla
- Missa pro defunctis a 4
- Missa pro defunctis a 7
- 12 salmos
- 2 himnos
- Nuncdimitis
- Regina Coeli, Hodie nobis, Completas, Salve Regina (d'ecos), Salve Regina a 8 voces, Alma redemptoris, Letanías al Santísimo, Missa de quinto tono, Adoro te devote, Visus, tactus, gustus, In cruce latebat, Plagas sicut Thomas, O memoriale, Pie pellicane, Miserere, Dies iræ,
- 50 madrigales

### Villancicos
- Al amor que viene a sembrar el pan
- Albricias pido, señores
- Vuelve a la playa, barquero
- Segura vais, labradora
- Díganme que cielos lloran
- Sin pasión no hay afición
- Alarma! toca el amor
- Son tus bellos ojos soles
- A recoger sagrados desperdicios
- Vivo yo, mas ya no vivo
- Si suspiros te pido
- Pues pára en la sepultura
- Señor mío Jesucristo
- ¡Mi Dios!
- Ya está en campaña de vidro
- ¡Ay, qué dolor!
- Serafín que con dulce harmonía
- Fuera que va de invención
- Galanes, a ver, jugar
- Bate, bate las alas
- Ay, ay, ay! que me muero
- Alarma, alarma! que sale
- A la flor de la valentía
- ¡Aquí del sol!
- Ah! grumete ligero
- Al altar cortesanos discretos
- Aunque preso me tengan aquí
- Serrana, tú que en los valles
- Señor bravo no haga fieros
- Suspended, cielos, vuestro dulce canto
- A Belén, zagales
- Venid, zagales, venid
- Soles, penas y cenas
- Vuela, paloma divina